# Tinamou noir
Tinamus osgoodi
Espèce
Statut de conservation UICN

 VU A2cd+3cd+4cd : Vulnérable

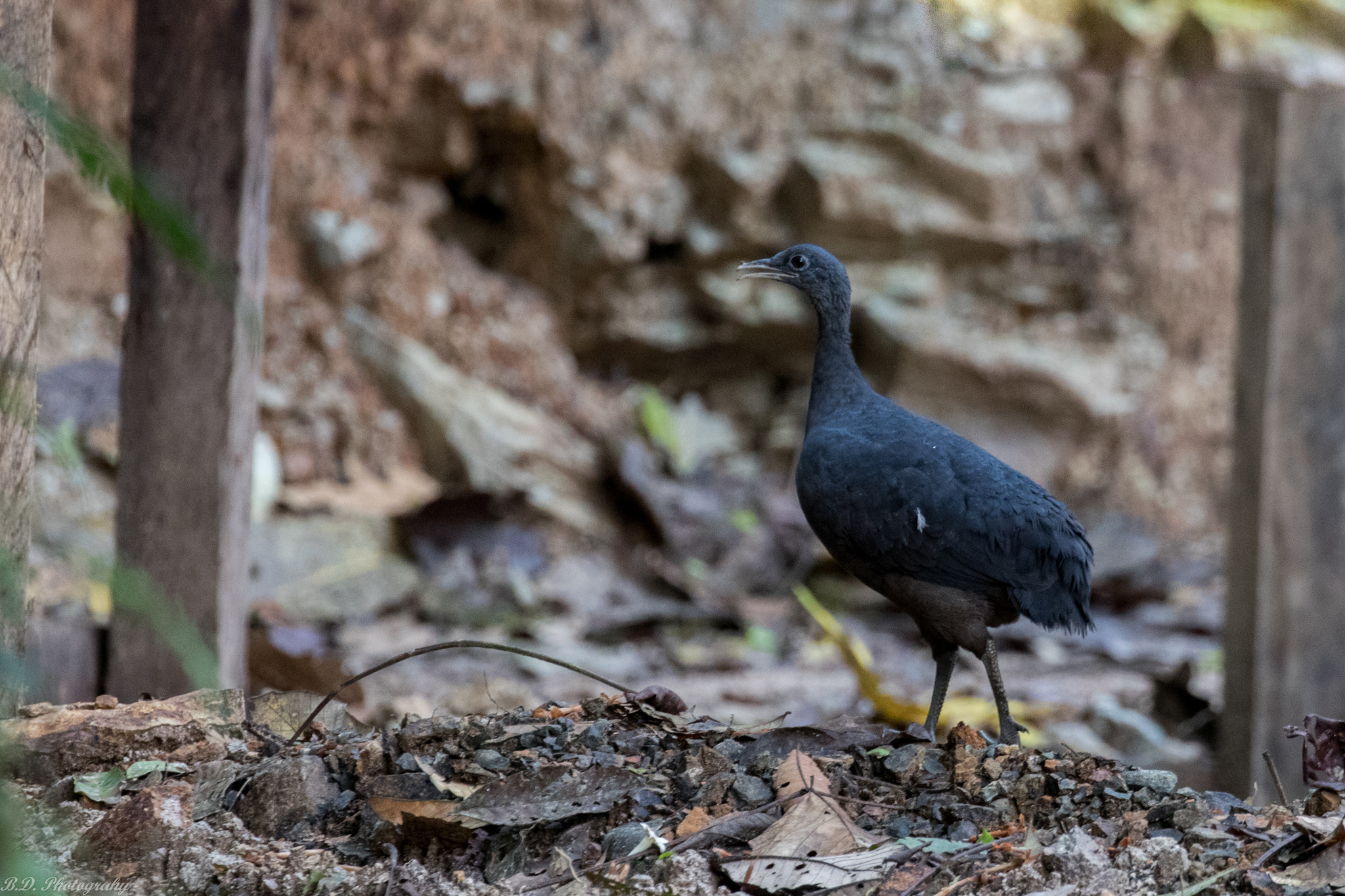
Tinamou Noir

Le Tinamou noir (Tinamus osgoodi) est une espèce d'oiseaux appartenant à la famille des Tinamidae. Phylogénétiquement, cette espèce a pour groupe frère l'ensemble constitué par Tinamus tao et Tinamus solitarius

## Distribution
Son aire fragmentée s'étend à travers l'est des Andes boréales.

### Sous-espèces
Selon la classification de référence du Congrès ornithologique international (version 15.1, 2025) :
- Tinamus osgoodi herskovitzi Blake, 1953 — Andes colombiennes et équatoriennes ;
- Tinamus osgoodi osgoodi Conover, 1949 — Pérou, notamment au parc national Yanachaga Chemillén.

osgoodi fait référence au zoologiste américain Wilfred Hudson Osgood. herskovitzi fait référence au mammalogiste américain Philip Hershkovitz.